# Hyporhagus mulleri
Hyporhagus mulleri es una especie de coleóptero de la familia Monommatidae.

## Distribución geográfica
Habita en Panamá.